# سيزار مارتينز دي أوليفيرا
سيزار مارتينز دي أوليفيرا (بالبرتغالية: César Martins de Oliveira‏) (13 أبريل 1956 ريو دي جانيرو البرازيل - 17 سبتمبر 2024) هو لاعب كرة قدم برازيلي يلعب كمهاجم.

## روابط خارجية
- سيزار مارتينز دي أوليفيرا على موقع قاعدة بيانات كرة القدم.إي يو (الإنجليزية)
- سيزار مارتينز دي أوليفيرا على موقع عالم كرة القدم.نت (الإنجليزية)